# Ucaskoma
Ucaskoma (nazwa używana na Sachalinie; na Hokkaido upaskoma) – gatunek literacki wywodzący się z tradycji ajnuskiej. W klasyfikacji ustnej literatury ajnuskiej, przedstawionej przez Bronisława Piłsudskiego został umieszczony wśród gatunków epickich.
Tematy, które poruszane są w ucaskoma wiążą się głównie z przeszłością Ajnów. Pojawiają się w nich zarówno wydarzenia rzeczywiste, jak i związane z mitologią. Najczęstszymi bohaterami tych opowieści są wyróżniające się jednostki - bogacze (nispa) lub wodzowie.
Piłsudski wyróżnił dwa rodzaje ucaskoma:
- sonno jaj ucaskoma albo ajnu sikah ucaskoma (prawdziwe opowieści Ajnów)
- rurupun nispa ucaskoma (opowieści o bogatych panach z Rurupa)[2]